# モリス・ハレ
モリス・ハレ（英: Morris Halle [ˈhæli]、1923年7月23日 - 2018年4月2日）は、アメリカの言語学者。旧姓は「ピンコヴィッツ」（Pinkowitz）。

## 経歴
ラトビア出身の東欧系ユダヤ人。1940年にナチスから逃れるべく一家で渡米した。
1941年から1943年までニューヨーク市立大学で工学を専攻。1943年から1946年まで米国陸軍で過ごす。
1946年にシカゴ大学へ入学し、1948年に言語学の学位を取得。さらにコロンビア大学でロマン・ヤコブソンに師事。1951年にMITの教授となる。1955年、ハーヴァード大学で博士号を取得。1996年にMIT教授を辞したが、その後もいくつかの講座を担当し続けた。
英語のほか、ドイツ語、イディッシュ語、ラトビア語、ロシア語、ヘブライ語に堪能である。
2018年4月2日に死去。94歳没。

## 研究内容・業績
- 生成音韻論の創始者の一人。1956年に論文「英語のアクセントと連接について」をノーム・チョムスキーやFred Luckoffと共同執筆。1968年には、The Sound Pattern of English (SPE)をチョムスキーと共に発表し、生成音韻論の基礎を築く。また、MITの音韻論の教授として、多くの音韻論学者を育てあげてきた。自身の研究としては、音韻論そのものの理論的考察、ルール順序付け、弁別素性理論、素性階層理論、ストレス、詩と音韻論の研究、分散形態論など多岐にわたる。

## 主な出版物
2002年にMouton de Gruyterから出版された、From Memory to Speech and Back: Papers on Phonetics and Phonology 1954-2002にまとめられている。